# Athyrium heterocarpum
Athyrium heterocarpum är en majbräkenväxtart som beskrevs av Takenoshin Nakai. Athyrium heterocarpum ingår i släktet Athyrium och familjen Athyriaceae. Inga underarter finns listade.